# Salomon Rosenbach
Salomon Benjamin Rosenbach (Maßbach (Beieren), 9 juni 1764 - Groningen, 24 januari 1848) was een Duits rabbijn en van 1824 tot 1848 opperrabbijn van het synagogale ressort Groningen. 

## Biografie
Salomon Rosenbach werd in 1764 geboren als zoon van een koopman uit het Beierse Maßbach. Na zijn theologische studie gevolgd te hebben in Praag woonde hij eerst in Amsterdam, alwaar hij in 1804 trouwde met Branke Philips, dochter van een diamantslijper, met wie hij zes kinderen kreeg. Hij vestigde zich vervolgens met zijn broer Meijer Benjamin Rosenbach in Groningen, waar hij in 1810 geregistreerd stond als wonende aan de Turfstraat.
Vanaf 1815 werkte Rosenbach als eerste onderwijzer aan de Tiphereth Bachurim, de in dat jaar opgerichte Joodse school van Groningen. In 1821 overleed zijn voorganger, opperrabbijn Abraham Izaaks Deen. Tot 1824 was Rosenbach werkzaam als dajan (hulprabbijn) en nam in deze functie het opperrabbijnschap tijdelijk waar. Eind 1823 werd hij vervolgens definitief benoemd tot “Opperrabbijn en Rabbijn-Inspecteur over de Godsdienstige Israëlitische Scholen in het Synagogaal Ressort van Groningen”.
In 1827 overleed Rosenbach’s vrouw in Groningen, waarna hij een jaar later hertrouwde met Maria van Praag, dochter van een koopman en ook weduwe. Begin 1848 overleed hij zelf in Groningen na een kort ziekbed op 83-jarige leeftijd. Hij werd begraven op het Joodse deel van de Noorderbegraafplaats aan de Moesstraat in de stad. Bij zijn begrafenis sprak zijn opvolger (a.i.) Baruch Bendit Dusnus, toen nog als opperrabbijn van Friesland, een leerrede uit ter nagedachtenis aan het leven van Rosenbach.

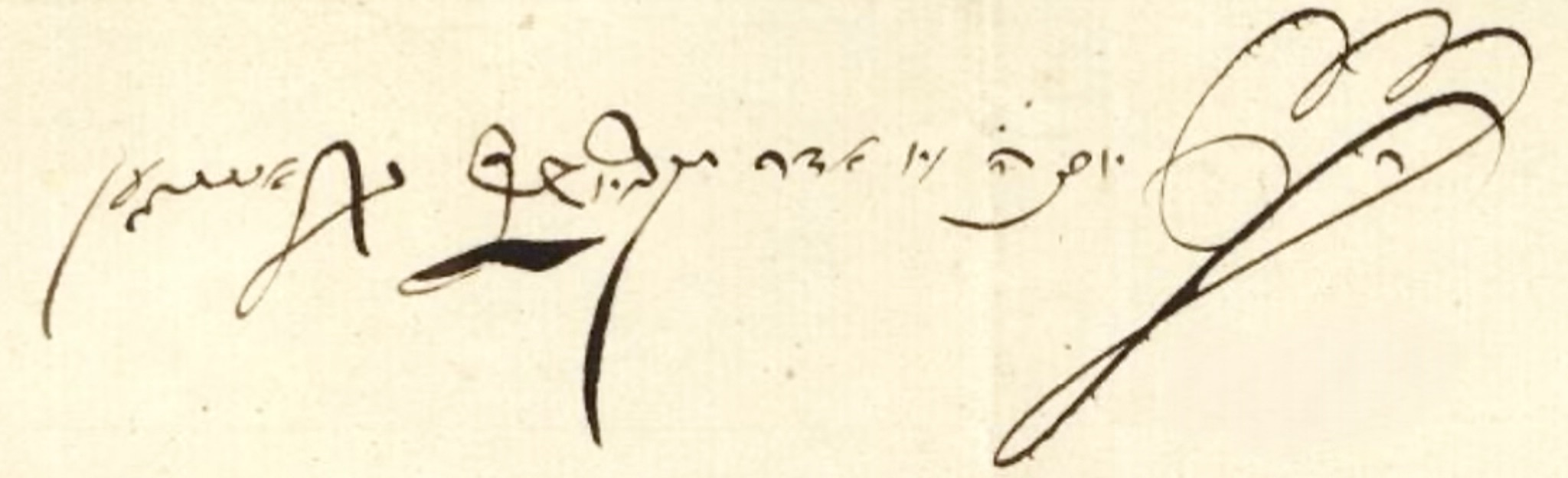
Handtekening van Rosenbach in het Jiddish (1836)

- Library of Congress Control Number: no2024136716
- Virtual International Authority File: 51173483931147230576